# Brittiska imperiespelen 1938
Brittiska imperiespelen 1938 (engelska: 1938 British Empire Games) var de tredje spelen i ordningen och gick av stapeln i Sydney mellan den 5 och 12 februari år 1938. Det var första gången som spelen anordnades på södra halvklotet, varför spelen hölls i februari istället för augusti som brukligt. Vid de två tidigare spelen hade England och Kanada dominerat på prispallarna men dominansen bröts nu med besked av hemmanationen Australien, delvis beroende på att färre engelsmän och kanadensare gjorde den mödosamma resan till andra sidan jorden. På grund av andra världskriget skulle det dröja tolv år till följande spel.

## Deltagande länder

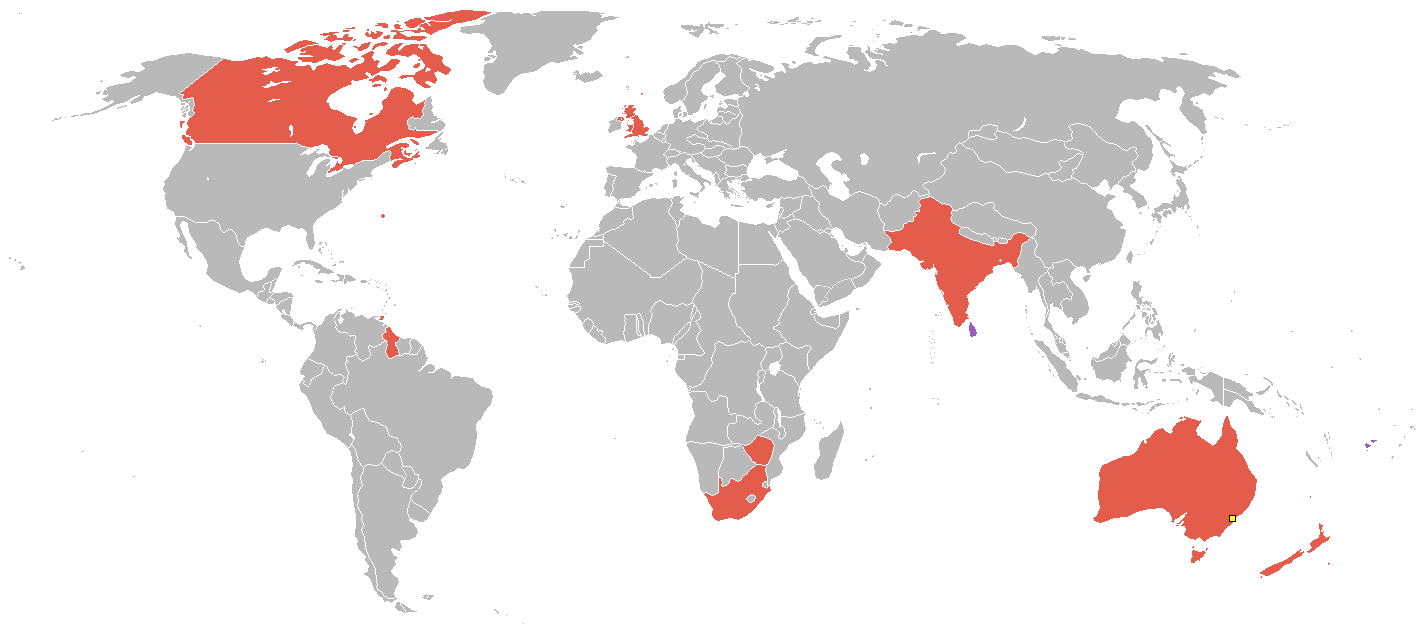
Deltagande länder, debutanter i lila.

15 länder deltog vid spelen, jämfört med 17 fyra år tidigare. Ceylon och Fiji gjorde debut medan varken Hongkong, Jamaica, Newfoundland eller Irländska fristaten sände några idrottare. Hongkong och Jamaica återkom till spelen 1954, medan Newfoundland uppgick i Kanada 31 mars 1949 och Irländska fristaten ombildades till Republiken Irland som lämnade Brittiska samväldet 18 april 1949.
- Australien
- Bermuda
- Brittiska Guyana
- Ceylon
- England
- Fiji
- Indien
- Kanada
- Nordirland
- Nya Zeeland
- Skottland
- Sydafrika
- Sydrhodesia
- Trinidad och Tobago
- Wales

## Medaljliga
| Nr | Nation           | Guld | Silver | Brons | Totalt |
| -- | ---------------- | ---- | ------ | ----- | ------ |
| 1  | Australien       | 25   | 19     | 22    | 66     |
| 2  | England          | 15   | 15     | 10    | 40     |
| 3  | Kanada           | 13   | 16     | 15    | 44     |
| 4  | Sydafrika        | 10   | 10     | 6     | 26     |
| 5  | Nya Zeeland      | 5    | 7      | 13    | 25     |
| 6  | Wales            | 2    | 1      | 0     | 3      |
| 7  | Ceylon           | 1    | 0      | 0     | 1      |
| 8  | Skottland        | 0    | 2      | 3     | 5      |
| 9  | Brittiska Guyana | 0    | 1      | 0     | 1      |
| 10 | Sydrhodesia      | 0    | 0      | 2     | 2      |

### Fotnoter
1. ↑  ”1938 British Empire Games” (på engelska). Samväldesspelsfederationen. Arkiverad från originalet den 10 december 2017. https://web.archive.org/web/20171210231904/https://www.thecgf.com/games/intro.asp?yr=1938. Läst 10 december 2017.